# Aleksei Kamkin
Aleksei Kamkin (rus: Алексей Дмитриевич Камкин)  (Sant Petersburg, 15 d'octubre de 1952) és un remer rus, ja retirat, que va competir sota bandera de la Unió Soviètica durant les dècades de 1970 i 1980.
El 1980 va prendre part en els Jocs Olímpics d'Estiu de Moscou, on guanyà la medalla de plata en la prova del quatre sense timoner del programa de rem. Formà equip amb Valeri Dolinin, Aleksandr Kulagin i Vitaly Yeliseyev.
En el seu palmarès també destaquen dues medalles al Campionat del Món de rem, una d'or i una de plata en el quatre sense timoner, en les edicions del 1981 i 1982. Guanyà tres campionats nacionals.
Després de retirar-se de la competició va treballar com a entrenador de rem a nivell nacional. Entre 1984 i 1991 va entrenar l'equip de l'exèrcit soviètic.